# الاستفتاء على دستور جزر القمر 2001
 </img>
أُجري استفتاء دستوري في جزر القمر في 23 كانون الأول / ديسمبر 2001. تمت الموافقة على التعديلات المقترحة على الدستور من قبل 77٪ من الناخبين، بنسبة إقبال بلغت 75.4٪. 

## خلفية
نصت التعديلات الدستورية على قيام دولة اتحادية تتمتع بدرجة كبيرة من الحكم الذاتي للجزر الثلاث أنجوان والقمر الكبرى وموهيلي، ولكل منها رئيسها ومجلسها التشريعي. الرئاسة الوطنية ستتناوب بين الجزر الثلاث. 

## النتائج
| الخيار                                    | الأصوات | ٪     |
| ----------------------------------------- | ------- | ----- |
| مع                                        | 128,601 | 76.99 |
| ضد                                        | 38,433  | 23.01 |
| أصوات غير صالحة / فارغة                   | 6487    | -     |
| المجموع                                   | 173,521 | 100   |
| الناخبون المسجلون / الاقبال               | 230,211 | 75.37 |
| المصدر: قاعدة بيانات الانتخابات الأفريقية |         |       |